# Aguilar de la Frontera
Aguilar de la Frontera ist eine Stadt mit 13.210 Einwohnern (Stand: 2024) in der Provinz Córdoba in Andalusien.

## Geographie
Aguilar de la Frontera liegt in Zentralandalusien auf einer Höhe von ca. 291 m. Die Provinzhauptstadt Córdoba liegt ca. 55 km nordwestlich. Die nächstgelegene größere Stadt ist das 20 km südöstlich gelegene Lucena. Der Río de Cabra, ein rechter Nebenfluss des Genil, passiert Aguilar de la Frontera nördlich.

## Geschichte
Aguilar de la Frontera geht auf die römische Siedlung Ipagro zurück. Im Jahr 890 wurde der Ort von ʿUmar ibn Hafsūn erobert. Unter der muslimischen Herrschaft wurde der Ort Bulay oder Poley genannt. Im Rahmen der Reconquista wurde die Ortschaft 1240 von Ferdinand III. eingenommen und kam zu Kastilien. Im Jahr 1257 erhielt die Siedlung unter Alfonso Yánez Dovinal den Namen Aguilar.
Im 1865 wurde die Eisenbahnlinie Córdoba-Málaga eingeweiht, die einen Bahnhof in Aguilar de la Frontera hat. 1912 wurde der Ortschaft „Zapateros“ abgetrennt und eine unabhängige Gemeinde unter dem Namen Moriles.

## Bevölkerungsentwicklung
| Jahr      | 1842   | 1877   | 1887   | 1900   | 1910   | 1920   | 1930   | 1940   | 1950   | 1960   | 1970   | 1980   | 1990   | 2000   | 2010   | 2020   |
| --------- | ------ | ------ | ------ | ------ | ------ | ------ | ------ | ------ | ------ | ------ | ------ | ------ | ------ | ------ | ------ | ------ |
| Einwohner | 11.836 | 11.663 | 12.402 | 13.311 | 12.589 | 14.911 | 15.896 | 16.207 | 15.815 | 16.688 | 13.828 | 12.605 | 13.114 | 13.421 | 13.670 | 13.398 |

## Sehenswürdigkeiten

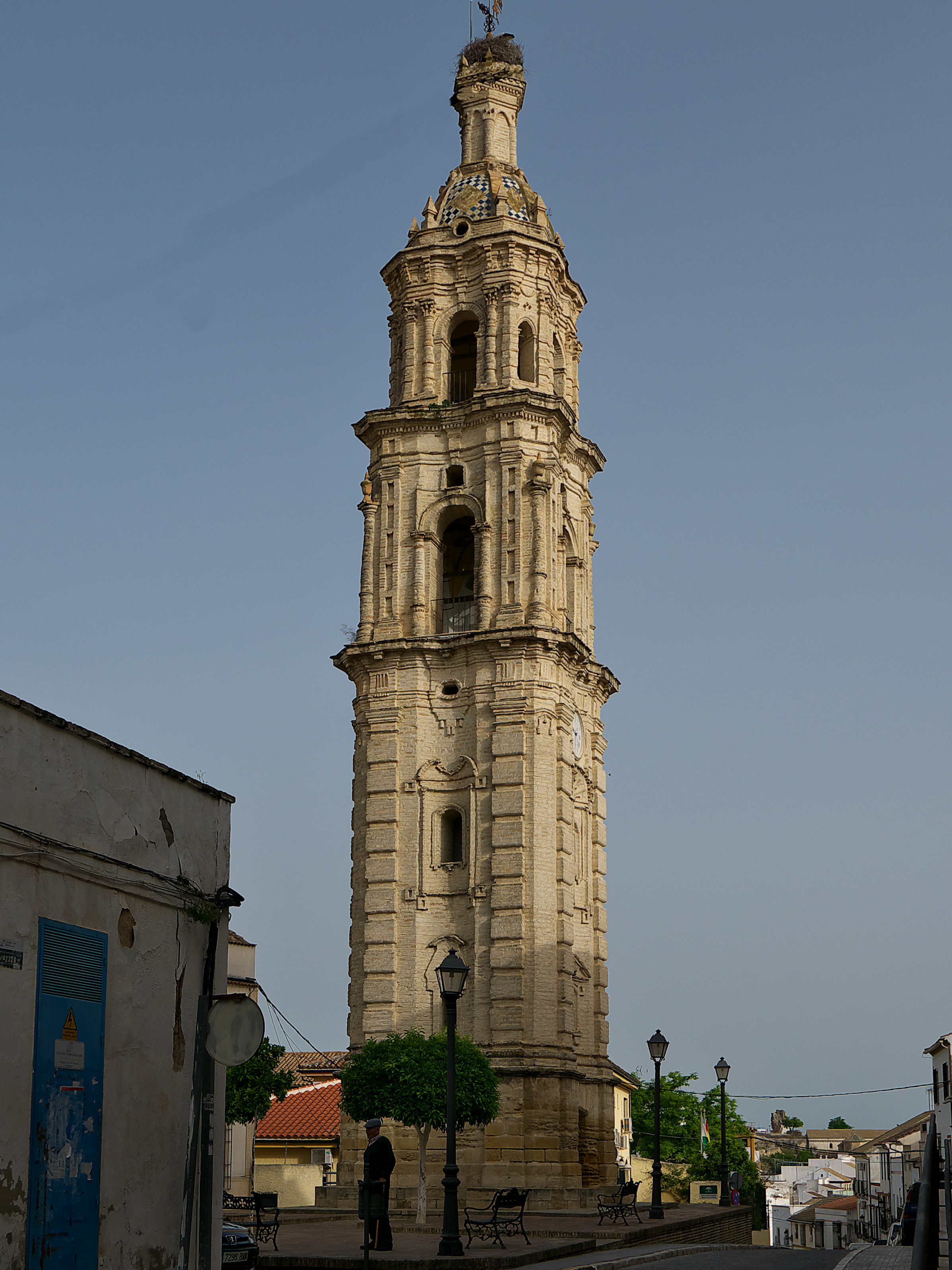
Der Torre del Reloj in Aguilar de la Frontera

- Das Castillo de Aguilar de la Frontera bestand spätestens seit dem 9. Jahrhundert. Von der Burg ist heute lediglich eine Ruine erhalten.
- Der Torre del Reloj (Uhrturm) befindet sich an der Plaza de los Desamparados. Der etwa 30 Meter hohe Turm wurde von 1770 bis 1774 unter dem Architekten Juan Vicente Gutiérrez errichtet.
- An der Plaza de San José befindet sich auch das Rathaus der Stadt. Die achteckige Plaza im neoklassizistischen Stil wurde zwischen 1810 und 1813 erbaut, ebenfalls von Juan Vicente Gutiérrez. Seit 1973 ist sie ein Conjunto histórico-artístico.[6]

## Verkehr
Die Stadt liegt an der Autovía A-45 (Autovía de Málaga) von Córdoba nach Málaga.

## Partnerstädte
Aguilar de la Frontera pflegt eine Städtepartnerschaft mit der französischen Kleinstadt Verneuil-sur-Seine.